# Claude de la Sengle
Claude de la Sengle (ur. 1494, zm. 18 sierpnia 1557 w Mdinie) – czterdziesty ósmy wielki mistrz zakonu joannitów.

## Życiorys
Był Francuzem, wielkim mistrzem został wybrany 11 września 1553 i funkcję pełnił do śmierci.
W 1554 rozpoczął budowę miasta Isla (Senglea) na Malcie (początkowo od 1552 na terenie półwyspu na której leży miasto rozpoczął budowę Fortu St.Michael).